# 麻省理工学院校园
麻省理工学院校园坐落在美国马萨诸塞州剑桥市的一片168-英畝（68-公頃）的土地上。校园在查尔斯河流域北部，就在麻省波士顿后湾社区正对面，跨度大约为一英里（1.6公里）。
校园有几十栋建筑物，代表着随历史变迁出现的不同建筑风格和校园侧重点的偏移。MIT建筑史大致可分为四个时代：波士顿校区，二战前的新剑桥校区，“冷战”时期的发展，冷战后的建筑。每个时代都有独特建筑来区分，这些建筑代表着新古典主义，现代主义，粗野主义，解构主义风格，在另一方面，这些风格也表现出了对极简主义和繁华点缀（embellished exuberance）的追求。

## 校园结构
参阅MIT在线地图，或者下载可打印版，可以更容易地了解MIT校园地理结构。 MIT提供下载校园的无障碍地图，有助于行动不便的游客，和带有沉重负载的游客。
1-10号大楼（除9号大楼外）是最初的主校区，有大穹顶的10号建筑是仪式上的主入口。真正的街道入口则从麻省大道77号通向7号大楼大厅——“无尽长廊”西端，此长廊形成主建筑群的东西向中轴线。1-8号大楼对称地排列在10号楼两侧，奇数在西，偶数在东。一般来说，离中心校区的距离越远，大楼标记的数字越大。
东侧主校区有许多个“6”，是因为几个相连的建筑都以数字6结尾（6，16，26，36，56，66，36号楼跨过马路连接46号）。“30几”系列大楼沿主校区北侧的瓦萨大街（Vassar Street）分布。艾姆斯街（Ames Street）东侧 的建筑以E 为前缀（如E52,斯隆大楼）；马萨诸塞大道西侧 的建筑则以W 开头（如W20，Stratton学生中心）。
在和瓦萨大街平行的铁轨北侧 的大楼前缀为N ，NW 用于标记同时在麻省大道西侧的大楼。在校区的最西侧有个独栋大楼标记为“WW15”，这大概是为了避免给大楼名称分配3个数字的缘故。前缀NE 实际是用于主街（Main Street）北侧的建筑，因为就算是在标记为N 的大楼的北侧的楼，也会被标记为NE 。
非常远离主校区的大楼前缀为OC ，代表off campus （离校）。没有大楼被标记为S ，因为园区南端与查尔斯河相接。
门牌号用“-”来附着在大楼号后面（比如26-100房为26号大楼一楼的一个大礼堂），藉此来确定大楼内的特定房间。门牌号的首数字表明了楼层号，0 开头的楼层则表示地下室的位置。
用数字来确定大楼的方法是MIT的一个传统。虽然有人嘲笑道这是“工程思维”的表现，并指它为“使外来人晕头转向的系统”，但是此系统还是有逻辑的，它使得MIT社区成员快速定位之前看到过的教室。与此大楼识别系统相对的是附近的哈佛大学，在哈佛大学里，知道“Maxwell-Dworkin” 的位置无助于定位“Claverson”和“Larsen”，无论有多少年的经验，一个人要么就知道这些位置，要么则完全没有概念。MIT编号系统指导之下，就算是从没去过NW95号大楼，社区成员也可以大致知道大楼的位置。如果使用MIT大楼标记系统，就算是将来在剑桥市政厅旁边建个附属楼，学生甚至也可以直接推出这个大楼的号码。
许多MIT建筑都有名字，可以在地图上看到，或者有些就刻在入口处，铸在铜匾上或者写在玻璃窗上。许多建筑的名字比较出名（如“克雷斯吉礼堂”（Kresge Auditorium）），而甚至有些单个房间都用数字标了出来（如W16-100）。有些地点则双名称同时使用（如以门牌号“10-250”出名的“Huntington大厅”，该礼堂位于10号楼大穹顶下的二楼）。大楼名字可以从在线地图或者下载地图上得知。
房间的编排和命名有几处地方有些小的改进，调整，例外，这给冷知识竞赛，和推测冒充者提供了素材。学生编写的MIT指南——如何玩转MIT（HowToGAMIT） 用了几乎四页纸的小字说明来交代MIT地理的细节。

## 波士顿理工时期(1865-1910)

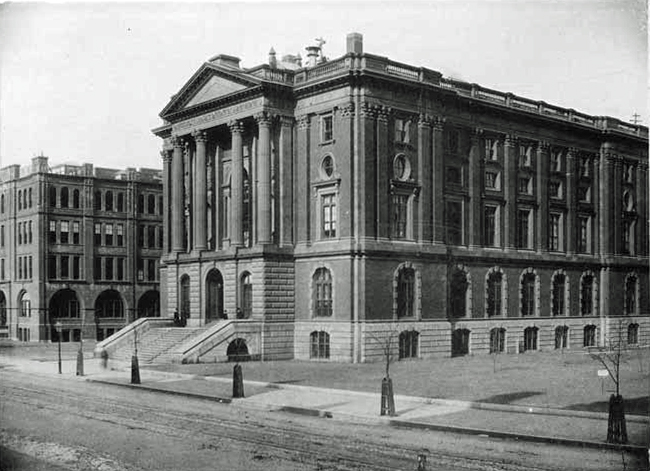
原罗杰斯大楼，MIT的第一个教学楼

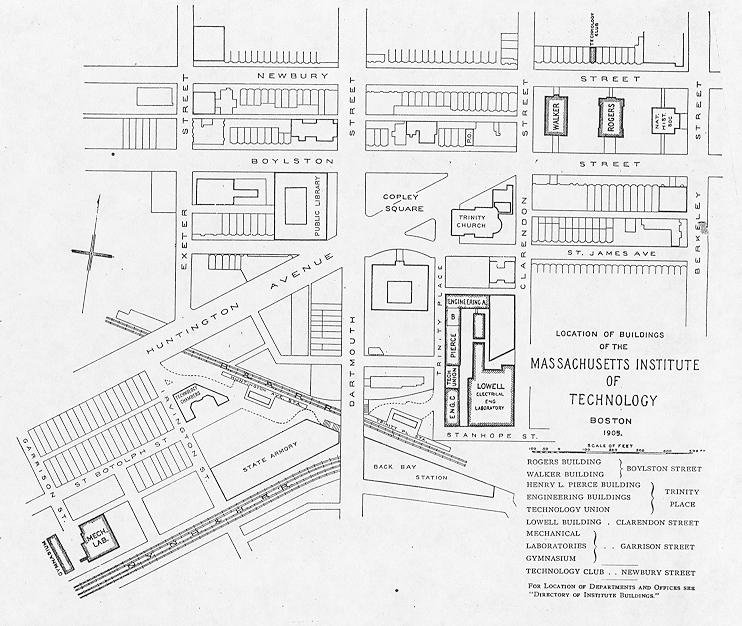
1905年MIT波士顿校园地图

经过几十年，波士顿后湾社区从查尔斯河沿岸的填埋沼泽中恢复出来。波士顿市保留了教堂，博物馆，社区建筑的位置。北边被Newbury街，南边被Boylston街，东边被Berkeley街，西边被Clarendon街划定的一块区域，被授予给波士顿自然历史协会和麻省理工。
威廉·G·普雷斯顿(William G. Preston)在此地设计了三个大楼（参看左侧1905年地图），不过原来计划的“MIT博物馆”没有设立。自然历史协会大楼，于1862年完工，占据了东部的第三个大楼，朝向Berkeley街。后来被称为罗杰斯（Rogers）大楼的MIT建筑，占据了中心，面朝Boylston大街。由于内战，大楼推迟到1865年才开放。 五层楼的罗杰斯大楼以“宏大的科林斯式四柱门廊”为特色，仿照了惠灵顿公爵重新设计的阿普斯利邸宅。
随着新学校，院系，实验室的建立，这块空间显得不够用了。1886年，五层楼（起初）的弗朗西斯·阿马萨·沃克纪念大楼（Walker Memorial building）建立在罗杰斯大楼的西侧空地上，内设物理，化学院系。这个原来的沃克纪念楼，由Carl Fehmer设计，它与周边时髦的建筑相比，则凸显了压抑，工业的拱形主题。 如同Jarzombek所说，“这种风格的选择，即便是对于一片杰出市区的地方，也必然看得出，是MIT的作风，是它对发扬科学专业理想的宣言。” 更多的附属楼，都被起了实用类的名字——“工程大楼A，B和C”，这些楼都采用工业风格设计，工程大楼建造于1889年和1900年之间，三一教堂南侧。
MIT在1916年搬到剑桥市后，1939年原来的罗杰斯和沃克大楼最终被拆毁，后被用于建造新英格兰相互人寿保险公司大楼。 它们的姐妹建筑，自然历史协会大楼得以延续至今，是因为自它原来的租户在1951年搬到现在的波士顿科学博物馆的位置之后，迎来了一批零售商店。原来工程附属楼所在的街区，现在为矗立着约翰·汉考克大厦。所以，原来的地址上，几乎没有留下还是“波士顿理工”时的MIT实质遗迹。
而后，罗杰斯和沃克的名字重新回到了新的MIT大楼上（分别为7号和50号楼），这两栋楼分别于1939，1916年竖立在查尔斯河对面。

## 新理工时期（1910-1940）

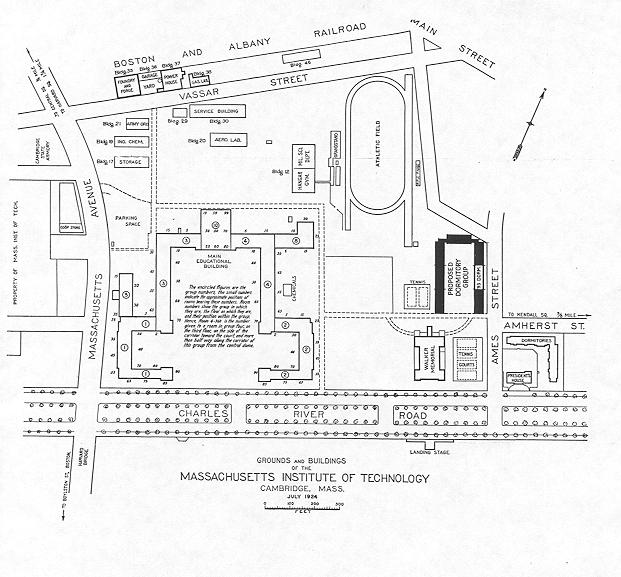
自1916年MIT转出波士顿后的剑桥校区地图

### 动力
到了世纪之交，实验室，办公室，住房，学联对空间的需求超过了现在上流后湾社区可用的土地，后湾房地产价格已急剧增长。其他在芝加哥和匹兹堡的理工学院，和莫里尔赠地大学法案下成立的州立大学，和哈佛，普林斯顿，哥伦比亚，斯坦福之类的私立大学，因为公园式的校园内安置了大型现代实验室，于是都收窄了和MIT早期基于实验室教育的领先地位。 MIT多次抵住了哈佛校长查尔斯·威廉·艾略特的合并学校的提案，而且，理查德·C·麦克劳林校长在1909年当选后，开始寻找重建学院的新址。
剑桥市一块50-英畝（200,000-平方）的土地最终被选定来建设新校区，这块地是从查尔斯河恢复而来的，处于脏乱的工厂和分租房屋之中。托马斯·科尔曼杜邦，MIT化学系毕业生，在校长答应第一栋大楼用于化学的承诺下，捐赠了50万美元用作土地购买。 该地毗邻马萨诸塞大道（在哈佛桥上跨过查尔斯河），大道沿路的波士顿一侧有许多新建的新古典主义建筑，如Langdell大厅，基督教科学派中心，和在波士顿一侧的交响乐堂，MIT的新剑桥市校园将会与这些建筑竞争。 用麦克劳林的话来说，“我们有极好的土地和机会，但是我们的设计任务并不会因波士顿的大好前程而变得容易”。

### 初步提议

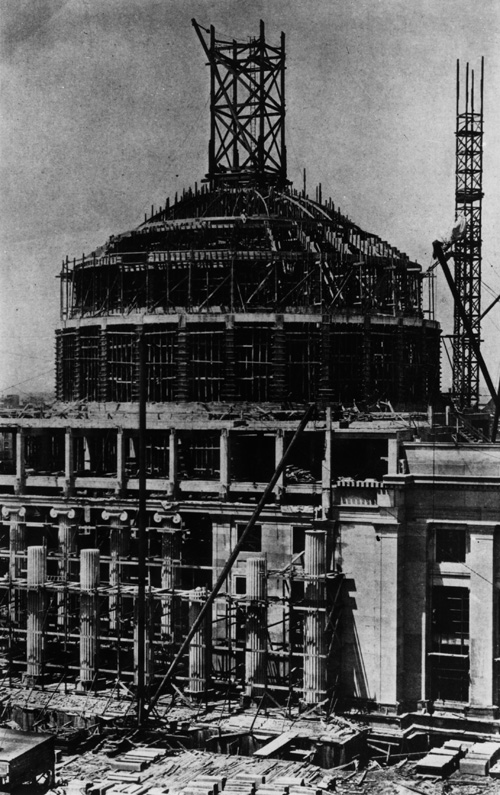
1916年在建的大穹顶

早期校园的提议来自于谢普利，鲁坦和柯立芝建筑公司，建筑学家斯蒂芬·蔡尔德，建筑学家康斯坦-德西雷·德斯普拉德尔，水利工程师約翰·李普利·弗里曼。谢普利公司和察尔德最初计划将乔治亚复兴风格，L形，以及砖造建筑设置在对称的草地林荫道或者方草地周围，就像当时刚完工不久的哈佛医学院。但是这种尺寸不适合用来做工业研究。德斯普拉德尔的美术学院派风格提议将学术、研究、住宅活动的校区分开，但是这种世博会风格布局会使实验室空间不足。虽然他后来的重设计解决了实验室空间问题，但是居住区十分逼近，空间不足，而且费用昂贵。
1912年Despradelle猝死后，Freeman的“7号研究”被推到台前。他基于泰勒主义的提议为“五分之一建筑（外观）和五分之四的工业工程（实用）。”（one-fifth architecture and four-fifths a problem of industrial engineering）他提意将所有院系建筑相连接，以避免出现学术封地，和在恶劣天气下提供保护，并且，通过建造大型一百万平方英尺（9.2903公顷）的，包含有行政，教学，研究功能的大楼，来使得之更有规模效率。计划中的五层楼建筑相似于一个大“E”，底部和河流对齐，并有“带有回廊”的庭院和一个三角形墙的多立克外表。Freeman反对使用石墙，并建议使用钢筋混凝土，这在当时被认为是又贵又非常规的材料。麦克劳林校长和MIT执行委员会希望雇佣一个稳重的建筑师而非一个野心勃勃的工程师来设计校园，并且只短暂地留住了Cass Gilbert，之后Freeman与Gilbert的冲突迫使他离开。

### Bosworth的设计
小约翰·D·洛克菲勒的建议下，麦克劳林选择了洛克菲勒的私人建筑师，MIT毕业生William Welles Bosworth来领导下一轮设计。他被选中，不少是因为他愿意为客户工作却不失个人信念。 Bosworth受的是学院派建筑风格的训练，并且受城市美化运动影响（那时此运动达到顶峰）。
Bosworth的提议保留了许多先前提议的元素，如有大型多侧楼的且有扩展空间的建筑，一个中心大庭院，在余下建筑群里整合宿舍。校园围绕两个东西向的主轴设计，轴线连接西半校园的学术区和东半校园的生活区。每半校园再分别围绕两个分开的南北向轴线设计，西边的校园将绿地向南延伸，东边的校园则向北延伸田径和网球场到剑桥。为通入大量的光线，于是Bosworth在一楼，二楼设计了非常大的窗户，也在室内设置窗户（不只是办公室的门上，还包括门顶上的），还在楼梯井顶上开了天窗。不过，后续版本开始融入更多Freeman设计的元素，如双载走廊（两侧都有门的走廊），“中间有成对柱子支撑横梁的开放网格状混凝土结构。”

### 麦克劳林大楼和大穹顶（1916）

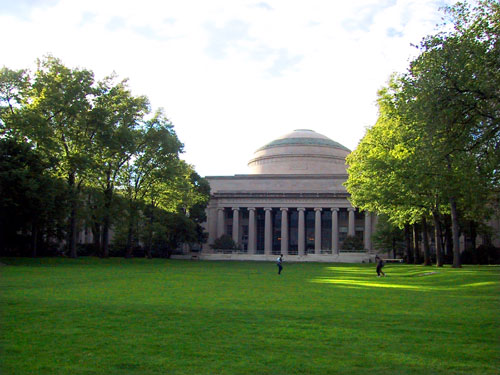
基里安庭院，10号楼，大穹顶

麦克劳林大楼包括3，4和10号大楼，呈包围基里安庭院的U型结构，大楼离查尔斯河最远。这块室外区域为每年5月的正式毕业典礼仪式的举行场地，也是众多宣传图片的经典视角。MIT校长理查德·C·麦克劳林指挥了MIT从波士顿迁往剑桥市“新理工”校区的行动，此大楼以他命名来表达敬意。10号楼正面为10根爱奥尼式柱组成的柱廊。麻省理工学院的毕业戒指（黄铜鼠）的环柄上特写了10号楼的正面，也包括了对大穹顶的写照。
大穹顶，在10号楼顶部，仿照了McKim, Mead, and White公司设计的哥伦比亚大学Seth Low纪念图书馆，而这个图书馆也是对罗马万神殿的模仿。穹顶原本计划作为巨大的礼堂使用，但是预算有限，完全阻止了穹顶的建设。于是一个较小的图书馆（Barker工程图书馆）和演讲大厅（10-250号）占据这片空间。建筑史学家Mark Jarzombek后来描述图书馆空间为“有通光孔的巨大圆孔，它的周围由一排科林斯柱子围绕。四个弯曲的顶部小建筑增加了反守时(counter-punctual)的元素。尽管更加巴洛克式是一般人们对Bosworth风格的预想，不过此大楼看起来实际上就像是克里斯多佛·雷恩的圣保罗座堂的彻底翻版。"
Bosworth注意到，万神殿门廊柱子的并不是沿直线放置的，而是稍微弯向中轴。此经典的错视也用在了雅典帕特农神庙，来使柱子的线条在视觉上看起来是直的。Bosworth在MIT重演了此技巧；如果要观察到它那么必须躺下并沿台阶的正面看。
基于它主校园的心理上和数字上的中心性，MIT社群的人通常将大穹顶指为“宇宙的中心”。

### 基里安庭院（Killian Court）（1916）

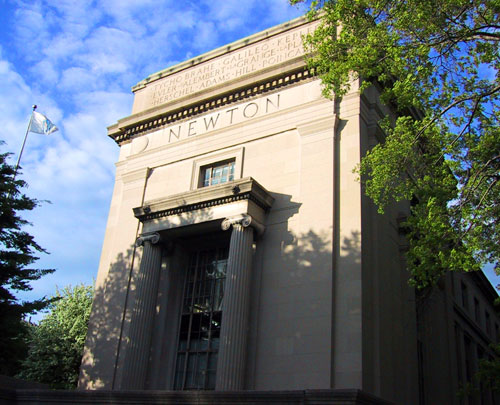
给牛顿的2号楼题横饰带

Bosworth的计划值得注意的是它反对将大楼分开，并使校园远离市区的流行做法，而其他美国新建校区的做法则是这样。大庭院（the Great Court）在1974年以校长James Rhyne Killian的名字重新命名，庭院面朝查尔斯河和波士顿天际线，并“强调该学院对市区环境的开放，和完成麦克劳林的抱负。” 基里安庭院最初是硬地，但是后来，在20世纪20年代后期则变为了和公园一样的有草地和树木的区域。Bosworth计划在庭院中心树立三层楼高的密涅瓦塑像，但是此装饰的资金未能拨出。现在，基里安庭院是年度的开学典礼地点，另外也用作学习，放松和玩飞盘的地方。
基里安庭院周围的大理石面建筑的横饰带上刻下了亚里士多德，牛顿，富兰克林，巴斯德，拉瓦锡，法拉第，阿基米德，达·芬奇，达尔文，哥白尼的罗马字母；每个人名字的上面都用小字附上了一群相关的人物名字。比如说拉瓦锡，就和波义耳，卡文迪许，普里斯特利，道尔顿，盖-吕萨克，贝采利乌斯，维勒，李比希，本生，门捷列夫，珀金，范托夫放在一起。 雕刻用的是罗马方形大写字体，和拉丁字母表，V 代表U ，I 本该代表J ，因为U和J在古代并不存在。但是，难以理解的是，这里却使用了字母J 和W ，全然不管时代的错误。

### 沃克纪念大楼（1916）
沃克纪念馆题献给前校长（同时也是军官）Francis Amasa Walker，他也是学生生活忠实拥护者。纪念大楼本来是设计为“有大凸圆门廊俯瞰查尔斯河的宽松古典风格”。然而，成本超出使得许多计划中的大楼规模改变。先前分开的体育馆也被合并到一块了。现在，体育馆用于跳舞和武术班，也用来管理大班的期中期末的考试。一楼的餐区不再用作食堂，不过继续开放。沃克纪念大楼也包含了许多学生组织的行政办公室。

### 毕业班宿舍(1916)
毕业班宿舍是由William Welles Bosworth设计的L形建筑。入口处的多立克门廊是在20世纪90年代加入的。它建成以来一直作为本科生宿舍。

### Gray宿舍(1917)
Gray宿舍以Paul Edward Gray，第十四任MIT校长命名（1980-1990）。这个住宿区临近毕业班宿舍，就在L形毕业班宿舍的怀抱中。Gray宿舍是最初Bosworth校园建成的最后一部分，结构为三层楼，顶楼有舞厅。

### 罗杰斯大楼（1939）
罗杰斯大楼以MIT创始人William Barton Rogers命名，这是以此名字命名的第二个大楼，原来的大楼在MIT搬到剑桥市后几年就被拆掉了。MIT的官方地址在马萨诸塞大道77号，这里同时也是无尽长廊的入口，长廊是东西校园相连的主干道。罗杰斯大楼不是原来校园的一部分，而是最初Bosworth计划的MIT沿麻省大道扩展的一部分。宽敞的大堂（随大楼的名字，被称为7号大厅）是一个令人印象深刻的前厅，顶上有个小穹顶，此设计拒绝了新古典主义的减少内外部之间比例的传统。穹顶上的玻璃孔在二战的时候遮盖住了，不过2000年时又重新恢复，MIT建筑与规划学院分布在穹顶和大堂周围。

## 战时和战后大楼（1940-1960）

### 校友池（1940）
校友池（57号楼）为 Lawrence B. Anderson （1930年建筑学硕士）和 Herbert L. Beckwith （1926年建筑学学士，1927年建筑学硕士）设计。在美国，此大楼是美国建筑师的现代主义，国际风格设计的典范之一。2000年，建造毗邻的斯塔塔夫妇中心(Stata Center)时，泳池复建，许多优雅现代主义细节设计变成了笨拙的设计。室内地板和墙面复杂的色料消失。南边的花园被完全除掉，取而代之的是更开放的景观。不过，大楼还是保留着许多早期的现代主义的感觉，没有装饰的外表，和简单的功能性设计。

### 20号楼（1942-1996）
20号楼在二战时急匆匆地建好，用于临时提供给现在成为历史的放射性实验室场所。55年的历程中，相比许多有名望的大楼，它“临时”的性质使得研究小组得以拥有更多空间，更创造性地使用这片空间。Jerome Y. Lettvin教授曾打趣说，“你可以将它认为是此学院的子宫。它有点乱，但是十分多产” 20号楼一直被当作是“临时的”，所以半个多世纪的存在也从未有正式名称。1996-98年，大楼拆除，为斯塔塔中心让路。完工时，以前大楼内的人搬进了斯塔塔中心，而其他的“20号大楼难民”则搬进了N51/N52大楼或校园其他地方。

### 西门（Westgate） (1945&1963)
西门建筑最初建给二战后退伍回来学习的学生居住。住房的需求在质量和数量上是前所未有的；学生通常结婚并有子女需要照顾。决定建造更多给已婚学生的长期住房之前，一个临时社区延续了十多年。
现在的西门是1963年完工的样子，包括几栋低矮建筑和一个高层的塔楼。

### 洛克威尔笼（Rockwell Cage）（1947）
笼子（W33）由Herbert L. Beckwith设计，1947年开放。此大建筑最初为军方用作室内操练使用，后被宣布为过剩建筑。杜邦体育中心开放之前，此建筑被当时的运动主任Ivan J. Geiger所获得。Geiger也是将此笼转型为MIT篮球场的关键人物。 
笼子以MIT1896届学生John Rockwell博士命名。还是学生时的他是顶级运动员，并在1927年回到MIT当田径咨询委员主席。此笼为当前篮球和排球的指定地点，不过这个只有三个半篮球场的空间也用作（非）大学生的其他运动比赛（如体操运动），消遣性羽毛球。 2006和2007年秋天，Rockwell笼为NCAA三级会员的女子排球竞标赛东北地区比赛的地点。
笼子为大型相互连接的运动（Athletics），体育教育（Physical Education），和消遣活动（Recreation ）部门（Department of）（合称DAPER）综合设施的一部分，所以也常常统称为“Z-中心”。Rockwerll在设施群的中心，可连接到杜邦运动中心，Zesiger中心，Johnson运动中心。

### 贝克宿舍（Baker House）（1949）
芬兰建筑师阿尔瓦尔·阿尔托设计了贝克宿舍。由于有波浪的外形，几乎大楼所有房间都能看到查尔斯河，也使得房间呈楔形布局。贝克宿舍楼共六层，每个房间住1-4人，室内大部分为砖结构，家具和镶边为木质。地下室为贝克餐厅，四个校园住宿区餐厅之一，也是唯一一个每晚都开放的餐厅。
阿尔托同时设计了家具，许多家具被设计为特定的样子来匹配房间结构，使得有限的空间最大化。好几个家具有被赋予了不同的动物名字。每个居民有大的有轮式衣柜（砖造房间内没有壁橱），名字叫“大象”，大腿高的抽屉滚动箱称为“犰狳”，这刚好能灵巧地摆在桌子下面。大的单人间称为“沙发”，因为大小足够容纳这家具，单人间居民也有独立的称为“长颈鹿”的架子。称之为长颈鹿是因为它有一条插入地面和天花板的杆，可以调整架子位置，又因为有好几层架子板都朝一个方向突出，并且只有腰那么高，于是有了长颈鹿的外形。许多居民将“长颈鹿”上下翻转，以便腾出更多的地面空间。

### 海登纪念图书馆（Hayden Memorial Library）（1950）
Charles Hayden纪念图书馆大楼位于2号楼附近，纪念大道（Memorial Drive）沿线。为响应Lewis委员会的调查结果，它最初只有人文学科的内容，不过自那以后，科系的增长要求了更多空间。大楼的特色为有两层凸出窗户，可以向南俯瞰查尔斯河和向北俯瞰Eastman庭院，也可以看到图书馆的天花板。

### MIT教堂（1955）
芬兰建筑师埃罗·沙里宁设计了非专一教派的的MIT教堂。教堂外表为平整的砖造圆柱，高33英尺（10），顶上有雕刻家Theodore Roszak制作的铝制钟楼。建筑周围有一圈沟壕，以此将自己划开，意为宁静的小岛。通过水面的反射，可以穿过隐藏的窗户看到教堂的内景。教堂室内，沙里宁设计了聚焦在祭坛中的波浪形墙壁，雕刻家Harry Bertoia在祭坛后边设计了悬挂的金属幕。

### Kresge礼堂(1955)
该礼堂被用作于大学会议厅，实际上入口处就刻着这些字。穹顶式的房顶为精确的八分之一球。

### 杜邦体育中心和健身房（1959）
杜邦体育中心和杜邦健身房分别为W32和W31大楼，位于相连的DAPER主设施东端。W31大楼最初建造为州兵工厂，后来被MIT购得，改为了健身房，这是早期的MIT校园“改造再利用”的案例。
大楼以David Flett DuPont命名，他捐赠了100万美元用于改善运动设施，他的赠与也帮助建造了室外的12个网球场。 这两个统称为杜邦的建筑是校园内第三个建造的运动建筑，第二个则是DAPER综合设施（统称为Z-中心）。体育中心（W32）和体操馆（W31）相连，另一侧则临近洛克威尔笼和Zesiger中心。W32是给MIT击剑，手枪，步枪队居住的场所，W31则是给体操，排球，摔跤的地方（不过有时他们可能在笼子内竞争）。T-俱乐部休息室在杜邦体育中心内，是DAPER运动班的主聚集地。
W31大楼是MIT房地产中心的地方，中心1983年成立，地点在三楼。

## 第二百年基金（1960-1990）
纪念MIT成立许可颁发一百周年的第二百年集会（1961），是主要的筹资建筑运动。1960和1990之间的时期，大幅的校园面积增长最为显著，一直延续的建筑活动，在70年代和80年代有所下降。
一直以来，MIT致力于为特别任务而将著名的建筑师引进校园。

### McCormick大厅(1963)
虽然女性19世纪80年代就已经可以入学MIT，但是她们只是本科生人口的一小部分，而且住在河对岸的小镇房子内。1959年，MIT发布名为MIT的女性 的报告，报告概述了为女学生扩展住宿和社会机会的需求。 1960年，1904届学生Katharine Dexter McCormick为建立在校女生宿舍而承诺捐赠150万美元。
教授Herbert L. Beckwith被任命为此工程建筑师，他提议在纪念大道和Kresge庭院之间的河边小地上建造双子楼。 此建造计划需要将天主教护士会（Catholic nursing order），繁忙停车场（busy parking lot），现有学生住房改变位置。建设分两个阶段：西翼1963年完工，东翼1968年完工。塔楼由一片公共场地相连，比如一楼的食堂，舞蹈室，音乐室。  大楼因为空间使用率低而招来一些批评，不过在20世纪90年年代后期重修了一次。

### Hermann大楼（1965）
Grover M. Hermann大楼（E53），内设Dewey图书馆和政治科学系。战后，斯隆管理学院和其他系一样扩张，原来在1952年购得的纪念大道50号楼（E52）立马面临着空间不足的问题。 教授Eduardo F. Catalano准备的斯隆校园计划中包含了一个连接新学术大楼，E52大楼，和停车场的广场。马丁·玛丽埃塔公司的Grover Hermann提供建造有基座的四层大楼的资金。楼内人员指责它的自然光缺乏和“森林式建筑”（意指像城堡）。

### 东门（Eastgate）（1967）
东门塔楼（E55）于1967年完工和开始住人。大楼居住的单位为家庭（有配偶/伴侣，和/或有子女），大楼也是日间护理中心。

### Stratton学生中心（1968）
沃克纪念大楼最初几十年服务于学生活动小组，但是战后增长的学生群体需求新的更大的建筑。Kresge礼堂和MIT教堂的开放之后，始于1955年的首批提议坚固地打下了MIT在马萨诸塞大道另一侧（西侧）的形象。沙里宁再次留下来设计新建筑，但是提议遭到科系和捐助者的抵制后就退出了。
1961年，教授Eduardo F. Catalano替代了沙里宁，并提议建造可以容下会议空间和活动空间和商业区的建筑，如邮局，裁缝，理发店，保龄球馆。 提议的建筑令人印象非常深刻，它展现了高度的粗野主义，其中包括了大型玻璃窗，阳台，多平台楼梯。大楼在1963年批准建设，并提献给即将在1965年离职的校长 Julius A. Stratton。虽然开始受到好评，但是内部复杂的设计，缺少存放空间，学生过度使用，简单的外表，致使在20世纪80年代后期，大楼大举翻新。

### 贝聿铭
贝聿铭联合建筑师事务所设计了一群MIT大楼，并给中心校园的东南角制定了大型计划。同时他也是MIT建筑系的毕业生（1940年建筑学学士）。

#### Green大楼（1964）
20世纪50年代末期，许多小科系快速增长，空间变得不够用。教授Robert R. Shrock请TI创始人Cecil H. Green(1923届)出资建设新大楼来供给地球科学中心的地质学和气象学系使用。由于Bosworth的东校区住宅生活未被彻底认清，许多系都希望使用Eastman庭院的空间。贝聿铭和佐佐木英夫提议在东校区建一座高楼，打破MIT“水平”的建筑传统。塔楼的楼顶有气象仪和无线电通信设备，外加白色球形内含远程气象雷达设备的天线罩，所以大楼同时也有功能用途。
塔楼共21层，高达295英尺（90），打破了剑桥之前80-英尺（24-）的大楼高度限制。然而，每层楼的占地面积只有60*120英尺（18*36米），不够的空间使得有些研究小组得分散到校园的其他地方。独栋突出，又相对靠近开放的河流流域，使得大楼基部的风载荷增高，于是大风的时候人们禁止通过铰链大门出入。一楼入口处旋转门的安装相对缓和了此问题。有错误谣传说，大楼前亚历山大·考尔德的大帆 改变了风向。实际上雕塑离入口处很远，所以对那里的风速没什么影响。
Green大楼是校园内的唯一学术塔楼，而且，科系的要求和后勤实际情况延续了MIT之前的“水平连续性”。

#### Dreyfus大楼（1970）
Camille Edouard Dreyfus大楼（18号大楼）内设化学系。此直线型大楼和西侧的Eastman实验室（6号楼）平行，建筑上使人想起这像东侧Green大楼的水平放置版本。 外部走廊将实验室连同办公室隔开窗户，如此一来此平面布置图就偏离了MIT传统的中心走廊设置。 内有研究生组成的工作在大楼中央实验室模块的研究小组，大楼四周有系办公室，讲堂，教学区。2003年，此面积132,000-平方英尺（12,300-平方）的大楼大举翻新完成。

#### Landau大楼（1976）
Landau大楼（66号）内设化学工程系。Landau大楼外形为一个30-60-90度的三角形，30度尖端直指Ames街。这个不寻常的外形给大楼起了“三角形大楼”的绰号。

#### Wiesner大楼 (1985)
Wiesner大楼（E15）内设MIT媒体实验室，拼图视觉艺术中心（List Visual Arts Center），此大楼以前MIT校长Jerome Wiesner和他妻子Laya命名。大楼很像盒子，内外部设计都不断重复给人这种意念，让人有一种盒子相互包裹住的感觉。 它的瓷砖外墙也给它得了个“外翻浴室”的昵称。
该建筑以建筑师和艺术家的合作水准著称。它独立于周边建筑，平整的网格状外表由白色的块状金属板制成。大楼的外表由Kenneth Noland设计，通过坐标纸网格和数字矩阵来比喻科技，同时，也借用了MIT校园余下的走廊试形态。 Scott Burton,Alan Shields,Richard Fleischner合作设计了内部天井和外部景观。

### 宿舍
MIT住房年表：
- 1960年：Burton-Conner餐厅
- 1968年：Random厅（NW61）开放。本科生住房。
- 1970年：MacGregor宿舍（W61）1970年9月开始住人。本科生住房。
- 1973年：唐氏厅（W84）1973年开始住人。单身研究生住房。
- 1975年：新西校区宿舍（New House）（W70-纪念大道471-476号）1975年完工并住人。本科生住房，房子样式有西班牙式，俄式，德式和法式。
- 1981年：1981年八月，纪念大道500号（W71）隔壁宿舍（Next House）完工并开始住人。本科生住房。

### 唐氏厅(1973)
唐氏厅(1973)每层为小公寓套房，为未结婚的研究生居住。大楼结构在MIT中并不寻常，因为它采用了模块化的钢筋混凝土结构单元，单元为工地外完成的预制构件。一般在校园里，这种建筑方式只用于建造独立的停车库楼。

### 维泰克学院（Whitaker College）(1982)
维泰克学院（E25大楼）内设健康科学技术学院和MIT医疗中心。

### 约翰逊体育中心（1981）
霍华德·约翰逊体育中心以MIT第十二届主席命名，位于DAPER综合设施西端，临近Zesiger中心。整个设施通常称为“Z-中心”，而约翰逊仅仅指其中一部分。约翰逊中心内设MIT大学生击剑，冰球，网球，和田径队。
一楼包括季度溜冰场，储藏室和设备设施，运动员教练员办公室和工作区，和Au Bon Pain（面包店）。淡季时，溜冰场兼做主办招聘会和年度春节周末音乐会的竞技场。二楼连接到Zesiger中心的DAPER办公室和泳池画廊。三楼有室内田径场和小块负重锻练区，早春时，此地常常被MIT春季运动队使用，因为剑桥市的天气往往太冷和/或大雪，以至于不能在室外锻炼。期末考试期间，溜冰场（已无冰）和室内田径场用作大型班级的期末考试地点。

## 演进中的校园（1990-现在）
紧接着20亿美元的发展运动之后，一项大型建造活动开展了多年。MIT为这些任务引进了许多领先建筑师（多数和MIT没有关系）来设计引人注目的建筑，使之与早先“陈腐”的大楼形成对比。 新大楼造成了大量的争论，尤其是在波士顿这样的以当代建筑著称的城市。对此校内突出的“明星建筑”，评论者既有欢呼也有抨击。

### Koch生物大楼（1994）
68号大楼

### 唐氏管理教育中心（1995）
E51大楼

### Zesiger运动健身中心(2002)
Zesiger体育健身中心（Z-中心）由凯文·洛奇和John Dinkeloo建筑事务所设计（2002）。内有奥林匹克级的50米*25码游泳池和两层负重和有氧运动设备，Muckley多用场，Folger，Steinman和Jules壁球场，和DAPER员工办公室。这里也是MIT水球，游泳&潜水，壁球队之家。
Zesiger中心连到约翰逊体育中心，Rockwell笼，和杜邦体育中心，为DAPER综合设施的一部分。不过，整个设施通常在MIT社区中称为Z-中心，而约翰逊，Rockwell，和杜邦则指此设施的部分区域。

### Simmons厅（2002）
1998年一起与酒精有关的MIT校外居住新生死亡事件之后，MIT行政部门在要求所有大一学生必须住校的规定之下解决了因此招来的法律诉讼。这项规定需要提供给居住在校外的联谊会，妇女联谊会和独立生活团体的300名新生床位。1999年，{0Steven Holl/0}事务所被选中带头设计新的“多孔”宿舍。 Simmons厅在2002年8月开放给学生居住。
Simmons大厅被戏称为“海绵”，因为建筑师明显是模仿了海绵的外形和内部结构。 大楼有350个学生房间，5,538个2英尺见方的窗口，由291块特别预制的钢筋多孔混凝土板制成。

### 史塔特中心（1998）
Stata中心

### 脑与认知科学大楼（2006）
46号楼内设Picower学习和记忆研究所，脑与认知科学系，和McGovern大脑研究所。

## 园林绿化
由于MIT河岸是查尔斯河河底清淤的填埋沼泽地，所以几乎没有什么自然植物或者生物。1892年，剑桥公园委员会委派Frederick Law Olmsted在查尔斯河沿岸布置景观道和公园，并配备树木夹道的人行道和中心林荫道。Bosworth计划通过使用学术楼包围且俯视的庭院来将纪念大道整合入校园。Mabel Babcok本计划把主礼仪大楼的入口，基里安（本为Great）庭院设计为法式砂砾面的庭院，中间放置密涅瓦雕塑。不过，马萨诸塞大道的机动车和电车交通使得西侧大楼成为MIT实际 的入口，大（Great）庭院被替换为由“矮水蜡树篱，一排橡树，草地和地面植物组成的沿街花圃，藉此可形成从地面通过英式地层（English Basement）到新大楼一楼之间的视觉过渡”。 1938年新英格兰飓风和荷兰榆树病使得原来基里安庭院上的树木替换为针栎树。
在二战和战后建造的临时大楼占据了MIT的许多空地，不过1960校园总体规划将佐佐木英夫列为景观设计师。景观总体规划提出了对“林荫景观街道和小径；界限清晰的开阔空间，并能反映校园每片区的设计和功能；多树种以保护校园免遭袭击单一种植的枯萎病。”

## 艺术品
MIT有数百件的雕刻品和其他与艺术相关的公开展示设施散布在校园中。MIT艺术收藏包括了大量以下人物的作品：毕加索, 亨利·摩尔, Alexander Calder, Jacques Lipchitz, Dan Flavin, Dan Graham, Sarah Sze, Tony Smith, Theodore Roszak, Harry Bertoia, Jean-Robert Ipousteguy, 奥古斯特·罗丹, Anish Kapoor, Mark di Suvero, Louise Nevelson, Sol Lewitt, Frank Stella, 蔡国强。许多小艺术品可以在办公室和走廊看到，而且，由于有学生借用艺术品项目，甚至也可以在起居室看到。MIT拼图视觉艺术中心监督着MIT永久艺术收藏中的1,500多件艺术品，这些可以在网上浏览到。 
主在校艺术的自助步行游览图可以从MIT问询处或者网上得到，有时有提供实时导游给公众。
2011年5月，公众受邀请参加周末FAST (Festival of Art, Science, and Technology) （艺术，科学，技术节），这也是MIT建校150周年庆典的一部分。
附近的Kendall地铁站虽然不是MIT校园一部分，不过里面有Kendall乐队 三件套。这件艺术品是交互式的声音雕塑，由法国艺术家Henri Matisse之孙，Marcel Duchamp继子，Paul Matisse设计制造。此声音雕塑非常受欢迎，以至于经常磨损或损坏，这使得游客非常失望。2010年，它被“Kendall乐队保护协会”接收，此协会由一群MIT学生和员工组成，（艺术家许可下）他们重新设计和再建了破损的结构，雕塑得以重新运作。

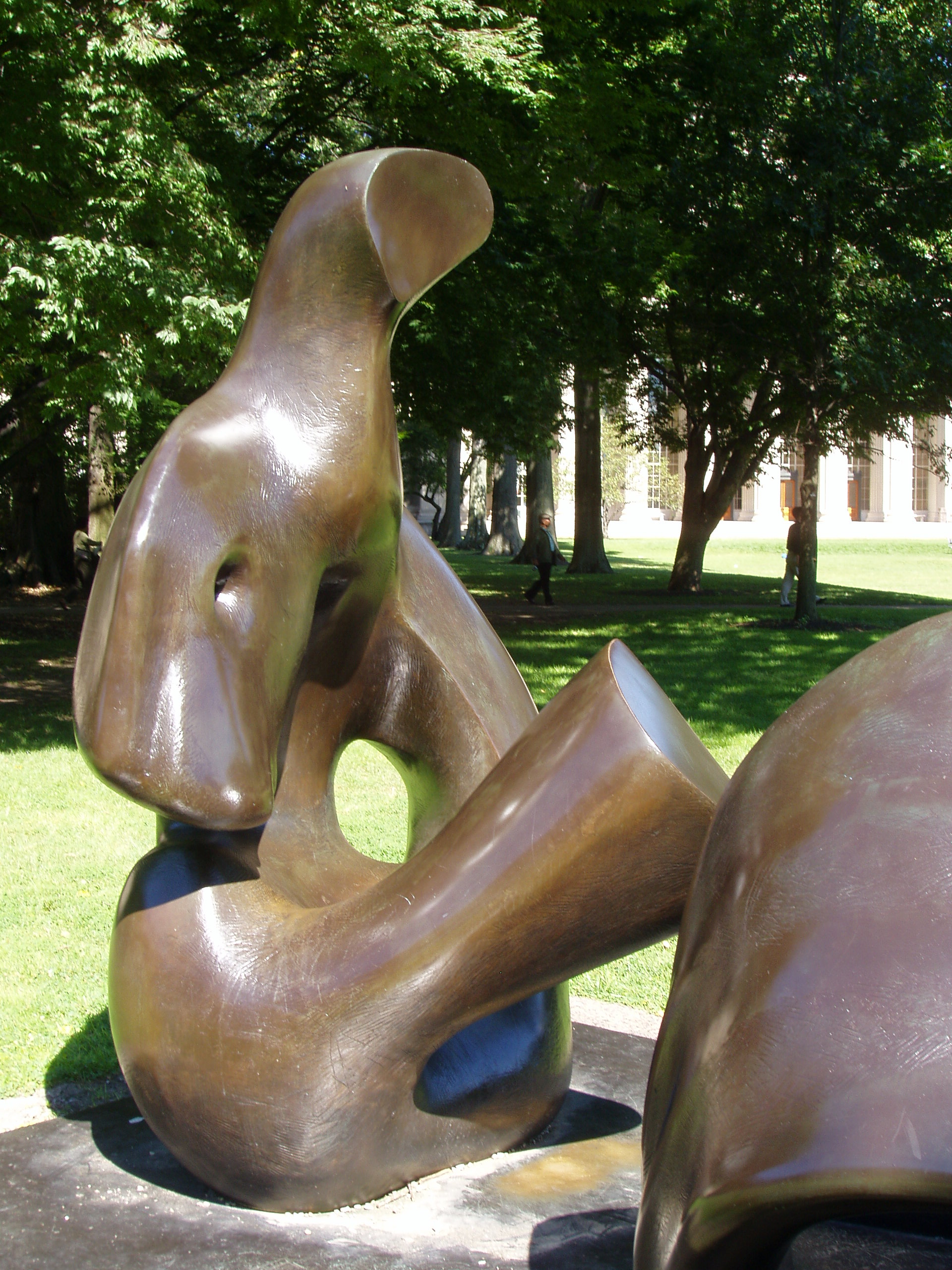
Henry Moore, Three Piece Reclining Figure Draped (1976)
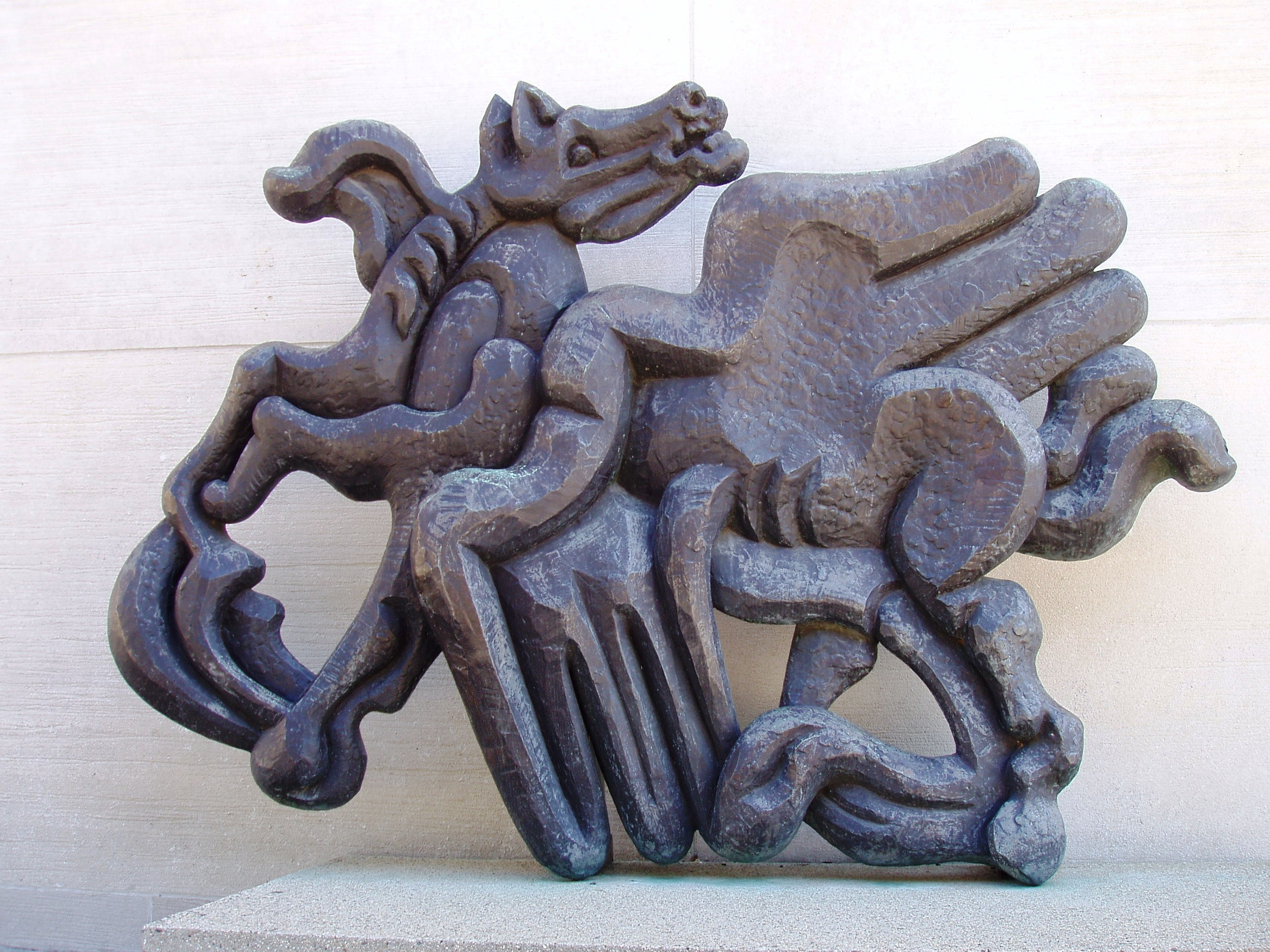
Jacques Lipchitz, Birth of the Muses

## 阅读延伸
- Campbell, Robert; Cruikshank, Jeffrey. . MIT Committee on the Visual Arts. 1985.
- Gannon, Todd. . New York: Princeton Architectural Press. 2004.
- Jarzombek, Mark. . Boston: Northeastern University Press. 2004. ISBN 978-1-55553-619-0.
- Simha, O. Robert. . Cambridge, MA: MIT Office of the Executive Vice President. 2001.
- "Massachusetts Institute of Technology : President's Report 1921" （页面存档备份，存于）. Mentions the original Rogers Building on Boylston Street in Boston. (497 Boylston Street when MIT had its original campus in Boston, before it moved to Cambridge in 1916. A plaque on the building serves as a commemoration.)